# 山陰テレメッセージ
山陰テレメッセージ株式会社（さんいんテレメッセージ）は、かつて1980年代後半から1990年代にかけて鳥取・島根をサービスエリアとしてポケットベルなどの事業を行っていた企業。

## 概要
当時はテレメの通称で知られ、1990年代中盤の爆発的なポケベル人気の中でNTTドコモと並んで加入者を急増させた。しかし、その後ポケベル人気の中核をなしていた高校生から20代前半の若者らが携帯電話やPHSに急速に移行したことから基地局などの通信設備が過剰となりその減価償却などに苦しむこととなった。2000年6月30日にサービスを終了した。

## 沿革
- 1990年
  - 3月12日 設立[1]。
  - 3月22日 事業申請[1]。
  - 5月9日 第一種通信事業許可[2]。
  - 8月1日 開業[2]
- 2000年6月27日 解散を第11期定時株主総会で決議[3]。

## 通信端末

### イメージキャラクター
- 佐藤藍子
- 高田純次